# إيمانويل أوجولي
إيمانويل أوجولي (بالإنجليزية: Emmanuel Ogoli)‏ (1989 - 2010)، كان لاعب كرة قدم نيجيري لعب مع نادي «أوشن بويز» من نيجيريا.
خلال مباراة كرة القدم بين «أوشن بويز» و «نيجر تورنادو» في 12 ديسمبر 2010 إنهار فجأة على أرض الملعب خلال الدقيقة 39. تم نقله إلى المستشفى بسيارة إسعاف ، ولكن أعلن عن وفاته لدى وصوله.